# Vulkanisation

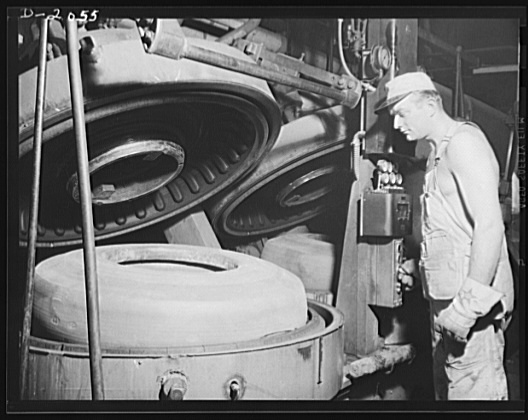
Vulkanisierpresse in einer Reifenfabrik von Firestone, 1941.

Als Vulkanisation bezeichnet man Verfahren, bei denen thermoplastische Naturkautschuke oder Synthesekautschuke in elastomere Kunststoffe (Gummis) überführt werden. Bei der Vulkanisation werden zwischen den Makromolekülen der Kautschuke kovalente Vernetzungen gebildet, sodass sich die Moleküle nicht mehr frei gegeneinander bewegen können, was zu einem elastischen Verhalten führt.
Die klassische Vulkanisation ist die Umsetzung von Naturkautschuk mit Schwefel, die 1839 von Charles Goodyear entwickelt wurde.

## Geschichte
Im Jahre 1839 erfand Charles Goodyear das Verfahren der Vulkanisation, durch das der plastische Kautschuk in elastisches Gummi umgewandelt werden kann. Dies bot viele neue Anwendungsmöglichkeiten, so dass es in der Amazonasregion in den Jahren von 1839 bis 1910 zu einem Kautschukboom kam, der die Städte Manaus und Belém zu den damals reichsten Regionen Brasiliens machte. Damals entstanden das Teatro Amazonas in Manaus, das am 7. Januar 1897 mit La Gioconda von Amilcare Ponchielli eröffnete, und die 364 km lange Madeira-Mamoré-Eisenbahn (EFMM). Diese sollte Kautschuk aus nur schwer per Schiff erreichbaren Gebieten des Amazonas bis nach Porto Velho am Rio Madeira transportieren. Die Eisenbahnverbindung wurde sogar im Vertrag von Petrópolis zwischen Bolivien und Brasilien erwähnt, da dort eine Verlängerung der Strecke von der brasilianischen Grenzstadt Guajará-Mirim am Río Mamoré bis in die bolivianische Stadt Riberalta vereinbart wurde. Diese wurde allerdings nie gebaut, da der Kautschukboom vorher endete.

## Verfahren

### Schwefelvulkanisation

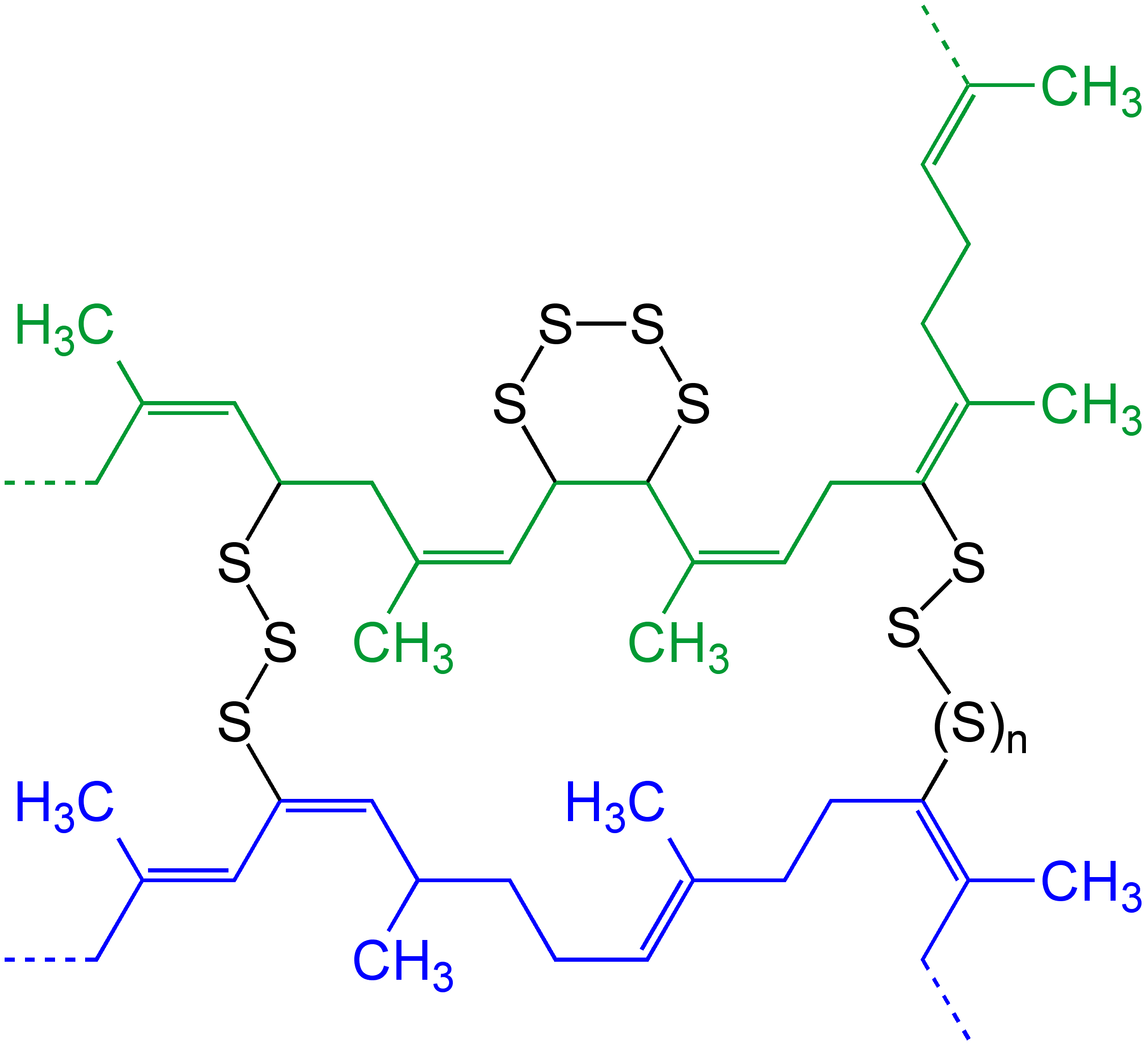
Schematische Präsentation von zwei Polyisoprenketten (blau und grün) nach der Vulkanisation mit Schwefel (n = 0, 1, 2, 3 …). Die Polyisoprenketten sind hier über zwei Schwefelbrücken miteinander verknüpft.

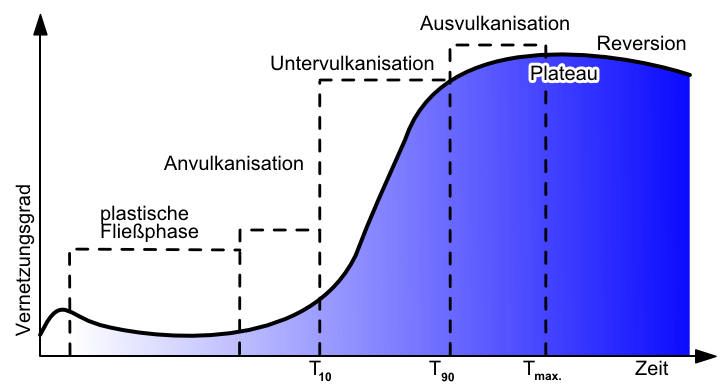
Vulkanisationskurve

Zur Vulkanisation wird eine Kautschukmischung, bestehend aus Rohkautschuk, Schwefel oder schwefelspendenden Stoffen wie z. B. Dischwefeldichlorid (S2Cl2), Katalysatoren (zur Erhöhung der Reaktionsgeschwindigkeit werden z. B. 2-Mercaptobenzothiazol oder Tetramethylthiuramdisulfid sowie Zinkoxid und Fettsäuren verwendet) und Füllstoffen erhitzt. Vulkanisiert wird heutzutage meist mit 1,8 bis 2,5 % Schwefel und einer Temperatur von 120 bis 160 °C. Dabei werden die langkettigen Kautschukmoleküle durch Schwefelbrücken vernetzt. Hierdurch gehen die plastischen Eigenschaften des Kautschuks bzw. der Kautschukmischung verloren, der Stoff wird mittels des Verfahrens der Vulkanisation vom plastischen in einen elastischen Zustand überführt.
Der bei diesem Verfahren entstehende Gummi hat gegenüber dem Ausgangsprodukt dauerelastische Eigenschaften, kehrt bei mechanischer Beanspruchung jeweils wieder in seine Ursprungslage zurück, hat eine höhere Reißfestigkeit, Dehnung und Beständigkeit gegenüber Alterung und Witterungseinflüssen.
Die Elastizität des Gummiwerkstoffs ist abhängig von der Anzahl der Schwefelbrücken. Je mehr Schwefelbrücken vorhanden sind, desto härter ist der Gummi. Die Anzahl der Schwefelbrücken ist wiederum abhängig von der zugesetzten Schwefelmenge und der Dauer der Vulkanisation. Bei Alterung des Gummis werden die Schwefelbrücken durch Sauerstoffbrücken ersetzt; der Gummi wird brüchig und porös.

### Andere Verfahren
Neben der klassischen Schwefelvulkanisation erfolgt die Vernetzung von Kautschuken häufig auch mittels Peroxiden, Metalloxiden oder energiereicher Strahlung. Da die Vulkanisation mit Schwefel die Anwesenheit von Doppelbindungen erfordert, kommen besonders bei Kautschuken, die keine Doppelbindungen enthalten (z. B. EPM, EVA), diese Verfahren zum Einsatz. Metalloxide werden u. a. bei der Vernetzung von Chloropren-Kautschuk verwendet. Verbindungen wie Dibutylamin beschleunigen die Vulkanisation. Der Verlauf der Vulkanisation kann mit einem Prüf- bzw. Messgerät, dem Vulkameter oder auch einem einfachen Rheometer, gemessen und graphisch dokumentiert werden.
Die Vulkanisation von Chloropren-Kautschuk bzw. Neopren (CR-Kautschuk) erfolgt unter Verwendung von Metalloxiden (insbesondere MgO und ZnO, manchmal auch PbO). Darüber hinaus wird aufgrund anderer Verarbeitungsfaktoren (hauptsächlich ‚Scorch‘ oder ‚Versengen‘, die vorzeitige Vernetzung von Kautschuken aufgrund des Einflusses von Wärme) die Auswahl von Beschleunigern durch andere Parameter geregelt. Die meisten herkömmlich verwendeten Beschleuniger sind problematisch, wenn CR-Kautschuke gehärtet werden. Als wichtigster Beschleuniger wird dafür Ethylenthioharnstoff (ETU) eingesetzt. Diese Substanz ist zwar ein hervorragender und bewährter Katalysator für Polychloropren, aber sie ist als fortpflanzungsgefährdend eingestuft. Die Europäische Gummiindustrie hat das Forschungsprojekt SafeRubber gestartet, um eine sicherere Alternative zur Verwendung von ETU zu entwickeln.
Styrol-Butadien-Kautschuk (SBR) und Nitrilkautschuk (NBR) können auch rein thermisch vulkanisiert werden (Thermovulkanisation).

## Lehrberuf
Mechaniker für Reifen- und Vulkanisationstechnik ist in Deutschland und Österreich ein anerkannter Ausbildungsberuf. In Deutschland ist der Lehrberuf „Reifenmechaniker“ ein Handwerk, das in die Fachrichtungen Reifen- und Fahrwerkstechnik sowie Vulkanisationstechnik aufgegliedert ist. Als Verfahrensmechaniker (Fachrichtung Kunststoff- und Kautschuktechnik, Schwerpunkt Formteile) dauert die Ausbildung drei Jahre. Gelernte Vulkaniseure werden im Reifen- und Fahrwerksservice oder in der Runderneuerung und der Förderanlagentechnik beschäftigt. Hier liegt die Hauptaufgabe im Berufsbild Vulkanisationstechnik in der Reparatur von Fahrzeugreifen aller Arten, der Instandsetzung von Fördergurten und in der Beschichtung und Klebeverbindungen im Industriebereich. Reifen- und Fahrwerkstechniker arbeiten im Bereich Reifenservice von Pkw, Lkw, Erdbewegungsmaschinen, Ackerschleppern sowie Fahrwerkseinstellungen, Bremsenservice, Klima- und Auspuffanlagen des Kfz.